# Fjeldmurmeldyr
Fjeldmurmeldyr (latin: Marmota baibacina) er en art af murmeldyr, som findes i Xinjiang-provinsen i Kina, i Kazakhstan, Kirgisistan, Mongoliet samt Altaj- og Tian Shan-bjergene i Sibirien. Artens udbredelsesområde overlapper området, hvor det sibiriske murmeldyr lever i de sydlige Altaj-bjerge.
Der findes tre underarter af fjeldmurmeldyret:
- M.b. baibacina
- M.b. centralis
- M.b. kastschenkoi